# Sở biểu và năng biểu

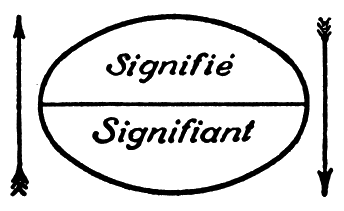
Sơ đồ minh họa mối quan hệ giữa sở biểu (tiếng Pháp: signifié) và năng biểu (tiếng Pháp: signifiant) trong tác phẩm Cours de linguistique génerale (Giáo trình ngôn ngữ học đại cương) của nhà ngôn ngữ học de Saussure

Trong ký hiệu học, sở biểu và năng biểu hay cái được biểu đạt và cái biểu đạt (tiếng Pháp: signifié et signifiant; tiếng Anh: signified and signifier) là hai thành tố kiến tạo nên một ký hiệu (tiếng Pháp: signe; tiếng Anh: sign). Khái niệm này được đề xướng bởi nhà ngôn ngữ học Thụy Sĩ Ferdinand de Saussure, rồi được tiếp tục phát triển bởi các nhà ngôn ngữ học và các nhà triết học trường phái hậu cấu trúc luận, tiêu biểu là Jacques Derrida.